# Mykonos (gmina)
Mykonos (gr. Δήμος Μυκόνου, Dimos Mikonu) – gmina w Grecji, w administracji zdecentralizowanej Wyspy Egejskie, w regionie Wyspy Egejskie Południowe, w jednostce regionalnej Mykonos. W jej skład wchodzi między innymi wyspa Mykonos. Siedzibą gminy jest Mykonos. W 2011 roku liczyła 10 134 mieszkańców.